# Către casă (Star Trek: Generația următoare)
„Către casă” (titlu original: „Homeward”) este al 13-lea episod din al șaptelea sezon (și ultimul) al serialului TV american științifico-fantastic Star Trek: Generația următoare și al 165-lea episod în total. A avut premiera la 17 ianuarie 1994.
Episodul a fost regizat de Alexander Singer după un scenariu de Naren Shankar bazat pe o idee de Spike Steingasser și William N. Stape.

## Prezentare
Fratele vitreg uman al lui Worf încalcă Prima Directivă pentru a salva o specie primitivă, sortită pieirii. 

## Actori ocazionali
- Penny Johnson - Dobara
- Brian Markinson - Vorin
- Edward Penn - Kateras
- Paul Sorvino - Nikolai Rozhenko
- Susan Christy - Tarrana
- Majel Barrett - Computer Voice